# 大葉戈爾雷克河
大葉戈爾雷克河是俄羅斯的河流，由斯塔夫羅波爾邊疆區、卡爾梅克共和國和羅斯托夫州負責管轄，河道全長448公里，流域面積15,000平方公里，發源自斯塔夫羅波爾高地，河水主要來自融雪和地下水。